# 매일엄마
《매일엄마》(원제: 일본어: 毎日かあさん 마이니치가아상[*])는 사이바라 리에코가 원작한 일본의 만화 마이니치 신문 조간에 2002년 10월부터 주 1회 연재되고 있다.

## 개요

### 원작 만화
이야기는 실제 니시하라가의 에피소드를 토대로 주부의 일상 생활이나 육아 등을 그린다. 2004년에는 문화청 미디어 예술제상, 2005년에 테즈카 오사무 문화상(단편 만화 부문), 2008년에 「다빈시」BOOK OF THE YEAR 2007「감동받은 책」제1위, 2011년에는 제40회 일본 만화가 협회상 참의원 의장 상을 수상한다. 마이니치 신문사 출판국에서 단행본 8권이 출판되고 있다. 종종 무대로 등장한 니시하라의 장남이 다니는 무사시노시의 시립초등학교에서 "학교를 작품의 소재로 하지 않으셨음 좋겠어"라고 항의로 시 의회에서 역시 논의된다.

### 미디어 믹스
2009년 4월부터 2012년 3월까지 TV 도쿄 계열에서 TV 애니메이션이 방송되었으며, 대한민국 더빙판은 대원방송에서 1,2기로 방송되었지만, 3기부터 투니버스에서 방송중이었다.
애니메이션 제작은 대한민국의 동우에이앤이와 합작해 제작하였다.
2011년 2월 5일에 전국 쇼치쿠 계열에서 실사 영화판이 개봉.
2014년 2월 2일, 소치 동계 올림픽 관전의 일이 생기는 바람, 최초의 대필을 하는 것이 발표되었다. 콘도 아키가 17일 분, 야마자키 마리가 24일 분을 대필했다.

## 주제가
오프닝
- 《매일엄마》

- 노래 : 김하영

엔딩
- 《다녀왔어요》

- 노래 : 이동훈

## 등장인물
(일본 / 대원방송 1,2기 / 투니버스 3기판)
- 엄마(C.V. 모리 쿠미코 / 차명화 / 윤여진) : 만화 그리느랴, 애 키우랴, 집안일 하느랴 바쁜 분지 엄마.
- 아빠(C.V. 타구치 히로마사 / 심정민 / 최재호) : 슬기를 무지 좋아하는 딸바보 분지 아빠.
- 분지(C.V. 소노자키 미에 / 김성연 / 박경혜) : 모성애 집 안의 첫째 아들.
- 슬기(C.V. 후지이 유나 / 조경이 / 방연지) : 모성애 집 안의 막내 딸.
- 할머니(C.V. 오카모토 레이 / 이영주 / 안경진) : 모성애 집 안의 외할머니이자, 엄마.